# Frailty - Nessuno è al sicuro
Frailty - Nessuno è al sicuro (Frailty) è un film del 2001 diretto da Bill Paxton.
Thriller che segna l'esordio alla regia dell'attore Bill Paxton, coprotagonista del film, incentrato su una oscura vicenda che apre ampi stralci su un recente passato, in forma di flashback narrati dall'ambiguo protagonista, interpretato da Matthew McConaughey.

## Trama
Dallas. In una notte piovosa, un uomo si reca nell'ufficio dell'agente dell'FBI Wesley Doyle, che si occupa del caso di un misterioso serial killer denominato "Mano di Dio". L'uomo si presenta come Fenton Meiks e dichiara di conoscere l'identità dell'assassino: si tratterebbe del fratello, da poco suicidatosi. Meiks inizia poi il racconto del loro passato, correlato con i delitti. Nel 1979, il padre, poco dopo essere rimasto vedovo, era stato colto da una grave forma di delirio religioso e, sostenendo che Dio, tramite un angelo, gli avesse conferito il compito di distruggere i "demoni" (un modo di riferirsi ad autori di gravi crimini, come assassini, stupratori, pedofili), aveva dato inizio ad un'efferata serie di delitti, sostenuto dal figlio minore Adam, ancora bambino, ma contrastato da Fenton.
Per dimostrare allo scettico agente che il suo non è il racconto di un mitomane, Meiks lo conduce in un roseto, asserendo che vi avrebbero trovate sepolte tutte le vittime del padre. Giuntivi, l'uomo svela però di non essere Fenton ma Adam, il figlio minore, che era sempre stato fedele al padre. Adam rivela dunque di aver ucciso il fratello Fenton, proprio per seguire il compito assunto dal padre. Fenton, infatti, da ragazzino, vessato e infine punito dal genitore così duramente che l'isolamento inflitto gli aveva fatto perdere la ragione, aveva ucciso l'uomo e commesso una serie di delitti che aveva fatto ricondurre al padre (la "mano di Dio"), ma dimostrandosi egli stesso uno dei demoni da lui profetizzatigli. Adam dunque non solo aveva poi proseguito la missione affidata al padre, ma racconta a Doyle che entrambi avevano condiviso il potere di vedere i peccati delle persone mediante il semplice contatto con esse, un gesto che inizialmente era apparso frutto di una forma di follia che avesse invaso il genitore dopo la morte della moglie.
Adam infine, appoggiando la mano su Doyle, ha una conferma che questi stesso è un demone, ricevendo la visione di come abbia ucciso l'anziana madre a sangue freddo; dunque lo uccide e ne seppellisce il corpo nel roseto. Il giorno seguente partono le ricerche dell'agente FBI scomparso; l'agente Hull, che aveva visto Doyle con Meiks la sera prima, non è in grado di darne una descrizione neppure sommaria, mentre le riprese registrate dalle telecamere di sicurezza nel palazzo presentano difetti che non permettono l'identificazione certa. In seguito Hull si reca dallo sceriffo locale, che è Adam Meiks stesso, senza riconoscerlo, e lo informa della scomparsa del fratello e dei suoi omicidi seriali. Adam, che è anche sposato e in attesa d'un figlio, nello stringergli la mano, prolunga la presa e si concentra; quando la lascia, lo congeda dicendogli "Lei è un brav'uomo". Infine Adam dice alla moglie Becky che era tutto a posto, che il volere Dio era stato compiuto.

## Produzione

### Riprese
Il film è stato girato nella California meridionale tra il 9 ottobre e l'11 dicembre 2000.